# Efeb

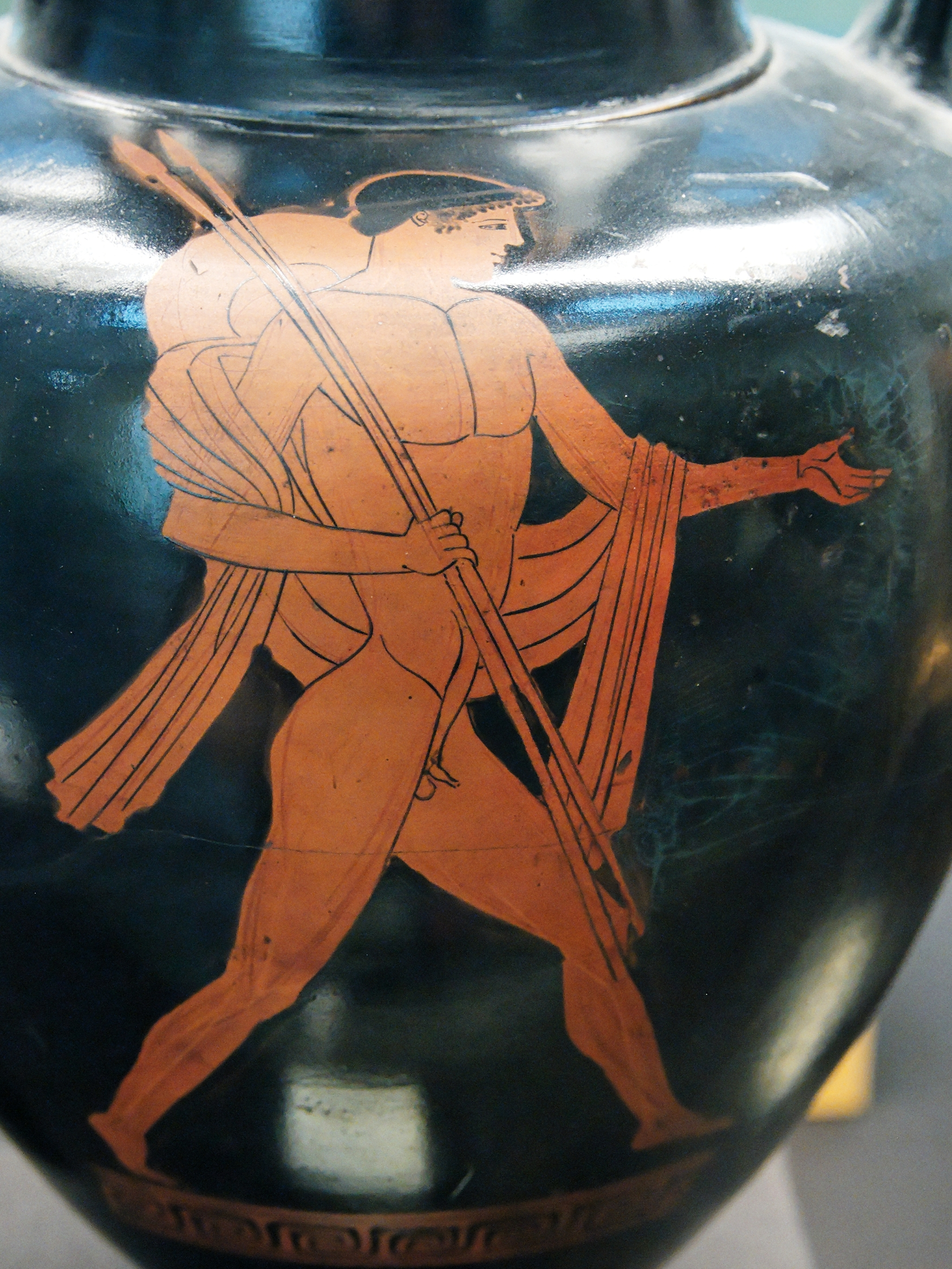
Un efeb cu pălăria și pelerina caracteristice, și două sulițe (cca. 460 – 455 î.Hr.)

Un efeb (în greacă veche ἔφηϐος / ephēbos, derivat de ἥϐη / hēbē, „tinerețe”) era, în Grecia antică, un tânăr, și în special în Atena antică cel care a făcut efebia, un fel de serviciu militar.
În istoria artei, cuvântul desemnează un tip de sculptură care reprezintă un tânăr nud. Prin extensie, în limbajul modern desemnează un tânăr de o mare frumusețe.